# Schnarup-Thumby
Schnarup-Thumby (dänisch: Snarup-Tumby) ist eine Gemeinde im Kreis Schleswig-Flensburg in Schleswig-Holstein.

## Geografie

### Lage
Schnarup-Thumby liegt in der Landschaft Angeln, etwa 17 km nordöstlich von Schleswig und 17 km westlich von Kappeln in ländlicher Umgebung. Die Dingwatter Au fließt im Gemeindegebiet.

### Ortsteile
Eslingholz (dänisch Eslingholt), Klaholz (dänisch Klåholt), Köhnholz (dänisch Kønholt), Lüttholm, Schnarup (dänisch Snarup), Thumby (dänisch Tumby), Thumby-West, Thumbyfeld (dänisch Tumbymark) und Thumbyhassel (dänisch Hessel) liegen im Gemeindegebiet.

## Geschichte
Am 28. Februar 1970 wurde die Gemeinde durch Zusammenlegung von Schnarup und Thumby gebildet. 

## Politik

### Gemeindevertretung
Bei der Kommunalwahl am 14. Mai 2023 wurden insgesamt neun Sitze vergeben. Von diesen erhielt die Allgemeine Wählergemeinschaft Schnarup-Thumby (AWG) fünf Sitze und die Freie Wählergemeinschaft Schnarup-Thumby (FWG) vier Sitze.

## Sehenswürdigkeiten

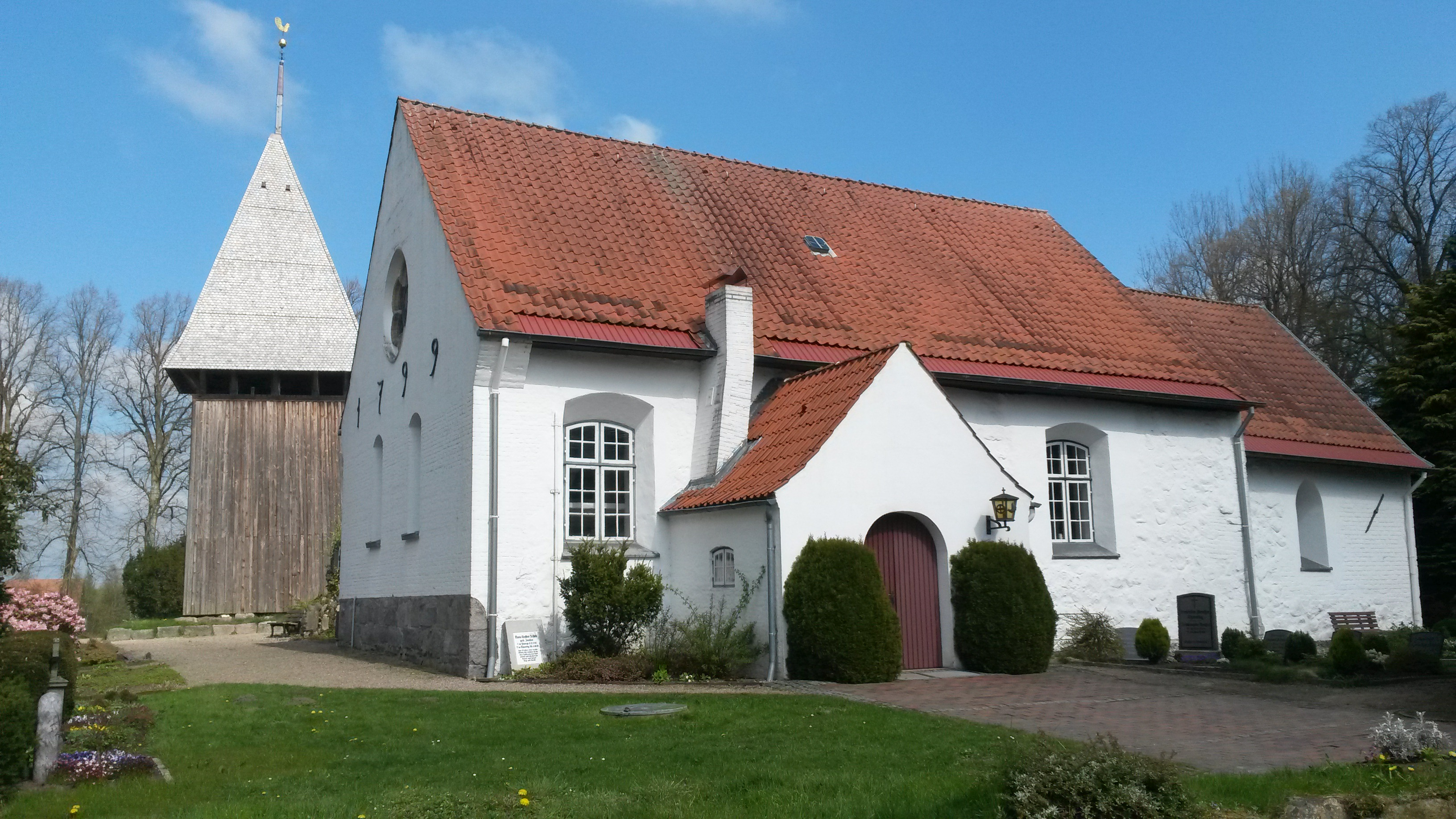
Kirche St. Johannes

In der Liste der Kulturdenkmale in Schnarup-Thumby stehen die in das Denkmalbuch des Landes Schleswig-Holstein eingetragenen Kulturdenkmale.
Ältestes Bauwerk der Gemeinde ist die kleine romanische Kirche in Thumby, die noch ihren freistehenden hölzernen Glockenturm bewahrt hat.

## Verkehr
Westlich führt die Bundesautobahn 7 den Individualverkehr von Schleswig nach Flensburg, südlich die Bundesstraße 201 von Kappeln nach Husum und nördlich die Bundesstraße 199 von Kappeln nach Flensburg.